# Ti voglio bene (Tiziano Ferro)
Ti voglio bene è un singolo del cantautore italiano Tiziano Ferro, pubblicato il 25 marzo 2004 come quarto estratto dal secondo album in studio 111.

## Descrizione
Ti voglio bene è apparentemente una canzone d'amore autobiografica. In realtà Ferro racconta la fine dell'amicizia con una delle tre persone a lui più care. Dal testo si deduce che la persona in questione, per il troppo successo dell'artista, gli abbia voltato le spalle. Nell'ultima pagina del libretto dei testi di 111, contenuto nella confezione del CD, vi sono alcune frasi riconducibili alla canzone:
Pur godendo di una massiccia programmazione radiofonica, il singolo non fu mai commercializzato come CD singolo in Italia ma uscì per il solo download digitale. Con questa canzone il cantautore ha partecipato in estate al Festivalbar 2004. Il brano venne inoltre tradotto in lingua spagnola con il titolo Desde mañana no lo sé (ti voglio bene).
Nel 2005 la base strumentale del brano fu impiegata dai rapper Jake La Furia e Marracash per la realizzazione del brano Le voglio piene, presente nel mixtape Roccia Music I.

## Video musicale
Girato dal regista Maki Gherzi, il videoclip di Ti voglio bene è per tutta la sua durata un'unica inquadratura del primo piano di Tiziano Ferro che canta il brano su uno sfondo completamente nero. Mentre l'artista esegue il pezzo, sul suo viso compaiono e scompaiono, nel giro di pochissimi secondi, lividi, graffi ed escoriazioni, segni tipici di una rissa. Curioso è notare come durante alcune frasi del testo particolarmente significative, Ferro non muova le labbra, come se a pronunciare quelle parole non fosse lui.

## Tracce
CD promozionale (Svizzera), download digitale
1. Ti voglio bene – 4:48

## Classifiche
Desde manana no lo sé (Ti voglio bene)
| Classifica (2005) | Posizione massima |
| ----------------- | ----------------- |
| Panama            | 1                 |